# تشن (ولاية)

“敶” مكتوبة بالخط البرونزي الصيني

كانت تشن (陳، |بالخط البرونزي الصيني: 敶) ولاية صغيرة تابعة لمملكة تشو خلال فترة الربيع والخريف من التاريخ الصيني. وكانت ولاية صغيرة نسبيًا تعتمد على مركز حضري واحد بالقرب مما يسمى حاليًا مقاطعة هوايانغ في سهول شرق مقاطعة خنان. كانت تشن في عصرها تقع في الجزء الجنوبي من المناطق المدنية الصينية، على الحدود مع دولة تشو.
كانت العائلة الملكية الحاكمة لتشن من نسل الإمبراطور شون. ووفقًا للتقاليد، فبعد غزو أسرة شانغ حوالي عام 1046 قبل الميلاد، بحث الملك وو من تشو عن صانع الفخار غوي مان (妫满/媯滿)، سليل شون، وولاه حكم دولة تشن بوصفه دوق هو من تشن (陈胡公/陳胡公).
أصبحت تشن لاحقًا دولة تابعة لدولة تشو، وحاربت باعتبارها حليفًا لتشو في معركة شينغبو. وأخيرًا، استولت عليها دولة تشو عام 479 قبل الميلاد. وقد اتخذ العديد من الناس اسم دولتهم السابقة لتصبح أسماء عائلاتهم، ويفسر ذلك سبب تسمية أغلب العائلات الصينية اليوم باسم تشن. بعد تدمير يينغ العاصمة القديمة لتشو، أصبحت تشن عاصمة دولة تشو لفترة من الوقت.